# Cotton Bowl Classic 2023 (décembre)
Match précédent Match suivant
Le Cotton Bowl Classic 2023 (décembre) est un match de football américain de niveau universitaire joué après la saison régulière de 2023, le 30 décembre 2023 au AT&T Stadium  situé à Arlington dans l'État du Texas aux États-Unis.
Il s'agit de la 88e édition du Cotton Bowl Classic.
Le match met en présence l'équipe des Tigers du Missouri issue de la Southeastern Conference (SEC) et l'équipe des Buckeyes d'Ohio State issue de la Big Ten Conference (Big-10) respectivement no 9 et 7 du classement du College Football Playoff.
Il débute vers 20 heures locales et est retransmis à la télévision par ESPN,.
Sponsorisé par la société Goodyear Tire & Rubber , le match est officiellement dénommé le 2023 Goodyear Cotton Bowl Classic.
Missouri remporte le match sur le score de 14 à 3.

## Présentation du match
Il s'agit de la 13e rencontre entre les deux équipes, Ohio State menant les statistiques avec 10 victoires contre 1 pour Missouri et 1 nul.
| Équipes                                                                | Couleurs | Conférences | Entraîneurs                      | Stats. saison rég. | Classements avant le bowl | Classements avant le bowl | Classements avant le bowl |
| ---------------------------------------------------------------------- | -------- | ----------- | -------------------------------- | ------------------ | ------------------------- | ------------------------- | ------------------------- |
| Équipes                                                                | Couleurs | Conférences | Entraîneurs                      | Stats. saison rég. | CFP                       | AP                        | Coaches                   |
| Tigers du Missouri                                                     |          | SEC         | Eliah Drinkwitz (en) (4e saison) | 10-2               | no 9                      | no 9                      | no 9                      |
| Buckeyes d'Ohio State                                                  |          | Big-10      | Ryan Day (en) (5e saison)        | 11-1               | no 7                      | no 7                      | no 7                      |
| - Arbitre : ? (Big-12) - Équipe donnée favorite par les bookmakers : ? |          |             |                                  |                    |                           |                           |                           |

| Saison | Date              | Vainqueur  | Score   | Compétition                                       |
| ------ | ----------------- | ---------- | ------- | ------------------------------------------------- |
| 1998   | 19 septembre 1998 | Ohio State | 35 - 14 | Saison régulière, match joué à Columbus, Ohio     |
| 1997   | 27 septembre 1997 | Ohio State | 31 - 10 | Saison régulière, match joué à Columbia, Missouri |
| 1976   | 25 septembre 1976 | Missouri   | 22 - 21 | Saison régulière, match joué à Columbus, Ohio     |
| 1949   | 24 septembre 1949 | Ohio State | 35 - 34 | Saison régulière, match joué à Columbus, Ohio     |
| 1948   | 25 septembre 1948 | Ohio State | 31 - 07 | Saison régulière, match joué à Columbus, Ohio     |
| 1947   | 27 septembre 1947 | Ohio State | 13 - 07 | Saison régulière, match joué à Columbus, Ohio     |
| 1946   | 28 septembre 1946 | Match nul  | 13 - 13 | Saison régulière, match joué à Columbus, Ohio     |
| 1945   | 29 septembre 1945 | Ohio State | 47 - 06 | Saison régulière, match joué à Columbus, Ohio     |
| 1944   | 30 septembre 1944 | Ohio State | 54 - 0  | Saison régulière, match joué à Columbus, Ohio     |
| 1943   | 2 octobre 1943    | Ohio State | 27 - 06 | Saison régulière, match joué à Columbus, Ohio     |
| 1941   | 27 septembre 1941 | Ohio State | 12 - 07 | Saison régulière, match joué à Columbus, Ohio     |
| 1939   | 7 octobre 1939    | Ohio State | 19 - 0  | Saison régulière, match joué à Columbus, Ohio     |

### Tigers du Missouri
Missouri termine la saison régulière avec un bilan de 10 victoires et 2 défaites (6-2 en matchs de conférence).
Ils terminent 2e de la Division East de la Southeastern Conference derrière Georgia.
À l'issue de la saison 2023 (bowl non compris), ils sont désignés no 9 aux classements/au classement CFP, AP et Coache's.
Éligibles, les Tigers acceptent l'invitation pour participer au Cotton Bowl Classic 2023, participant ainsi au 36e bowl et au 4e Cotton Bowl Classic de leur histoire :
| Saisons | Dates            | Vainqueurs | Scores  | Finalistes     | Bilan   |
| ------- | ---------------- | ---------- | ------- | -------------- | ------- |
| 1945    | 1er janvier 1946 | Texas      | 40 - 27 | Missouri       | D : 0-1 |
| 2007    | 1er janvier 2008 | Missouri   | 28 - 07 | Arkansas       | V : 1-1 |
| 2013    | 3 janvier 2014   | Missouri   | 41 - 31 | Oklahoma State | V : 2-1 |

| Logo     | Postes                 | Joueurs                                            | Statistiques                                                     |
| -------- | ---------------------- | -------------------------------------------------- | ---------------------------------------------------------------- |
|          | Quarterback            | Brady Cook                                         | 233/35 passes réussies pour 3 189 yards, 20 TDs, 6 interceptions |
| Coureur  | Cody Shrader           | 247 courses pour 1 489 yards nets gagnés et 13 TDs |                                                                  |
| Receveur | Luther Burden III      | 83 réceptions pour 1 197 yards et 8 TDs            |                                                                  |
| Effectif | Roster 2023 des Tigers | Roster 2023 des Tigers                             |                                                                  |

### Buckeyes d'Ohio State
Ohio State termine la saison régulière avec un bilan de 11 victoires et 1 défaites (8-1 en matchs de conférence).
Ohio State commence sa saison avec l'intention de prendre sa revange sur la défaite 42-41 contre Georgia en ½ finale des playoffs de la saison passée. Les Buckeyes gagnent de façon convaincante contre deux équipes du Top25, Notre Dame (17-14) et Penn State (20–12). Cependant, ils perdent en déplacement contre Michigan (30-24) lors du match de rivalité entre équipes du Top-3 ce qui les élimine de la course aux playoffs.
Ils terminent 2e de la Division East de la Big Ten Conference derrière Michigan.
À l'issue de la saison 2023 (bowl non compris), ils sont désignés no 7 aux classements/au classement CFP, AP et Coache's.
Éligibles, les Buckeyes acceptent l'invitation pour participer au Cotton Bowl Classic 2023, participant ainsi au 56e bowl et au 3e Cotton Bowl Classic de leur histoire :
| Saisons | Dates            | Vainqueurs | Scores  | Finalistes | Bilan   |
| ------- | ---------------- | ---------- | ------- | ---------- | ------- |
| 1986    | 1er janvier 1986 | Ohio State | 28 - 12 | Texas A&M  | V : 1-0 |
| 2017    | 29 décembre 2017 | Ohio State | 24 - 07 | USC        | V : 2-0 |

| Logo     | Postes                   | Joueurs                                          | Statistiques                                                      |
| -------- | ------------------------ | ------------------------------------------------ | ----------------------------------------------------------------- |
|          | Quarterback              | Kyle McCord                                      | 229/348 passes réussies pour 3 170 yards, 24 TDs, 6 interceptions |
| Coureur  | Treveyon Anderson        | 137 courses pour 854 yards nets gagnés et 11 TDs |                                                                   |
| Receveur | Marvin Harrison          | 67 réceptions pour 1 211 yards et 14 TDs         |                                                                   |
| Effectif | Roster 2023 des Buckeyes | Roster 2023 des Buckeyes                         |                                                                   |

## Résumé du match
| QT            | Temps         | Drive         | Drive         | Drive         | Équipe        | Description de l'action                                                                                         | Score        | Score        |  |
| ------------- | ------------- | ------------- | ------------- | ------------- | ------------- | --- | ------------ | ------------ |  |
| QT            | Temps         | Jeux          | Yards         | TDP           | Équipe        | Description de l'action                                                                                         | MIS          | OSU          |  |
| 1             | 03:12         | 5             | 27            | 02:35         | OSU           | FG de 44 yards par le K Jayden Fielding                                                                         | 0            | 3            |  |
| 1             |               |               |               |               |               | |              |              |  |
| 2             | Pas de score  | Pas de score  | Pas de score  | Pas de score  | Pas de score  | Pas de score | Pas de score | Pas de score |  |
| 2             |               |               |               |               |               | |              |              |  |
| 3             | Pas de score  | Pas de score  | Pas de score  | Pas de score  | Pas de score  | Pas de score | Pas de score | Pas de score |  |
| 3             |               |               |               |               |               | |              |              |  |
| 4             | 14:55         | 8             | 95            | 04:30         | MISS          | TD à la suite d'une course de 7 yards par le RB Cody Schrader (+ 1 pt de conversion par le K Harrison Mevis     | 7            | 0            |  |
| 4             | 05:12         | 13            | 91            | 06:10         | MISS          | TD de 7 yards par le WR Luther Burden III (passe du QB Brady Cook + 1 pt de conversion par le K Harrison Mevis) | 14           | 3            |  |
| Score final : | Score final : | Score final : | Score final : | Score final : | Score final : | Score final :                                                                                                   | 14           | 3            |  |

## Statistiques
| Systèmes | Noms              | Postes | Équipe   |
| -------- | ----------------- | ------ | -------- |
| Attaque  | Brady Cook        | QB     | Missouri |
| Défense  | Johnny Walker Jr. | DL     | Missouri |

| Statistiques                   | Tigers du Missouri              | Buckeyes d'Ohio State           |
| ------------------------------ | ------------------------------- | ------------------------------- |
| 1er down                       | 19                              | 12                              |
| 1er down à la course           | 13                              | 6                               |
| 1er down à la passe            | 5                               | 5                               |
| 1er down suite pénalité        | 1                               | 1                               |
| Conversion de 3e down          | 4/16                            | 2/16                            |
| Conversion de 4e down          | 3/3                             | 1/1                             |
| Jeux–yards                     | 71 jeux pour 331 yards          | 57 jeux pour 203 yards          |
| Courses : Nb.-Yards            | 53 courses pour 203 yards       | 33 courses pour 97 yards        |
| Yards à la passe               | 128                             | 106                             |
| Passes: Réussies/Tentées       | 11/18                           | 10/24                           |
| Passes interceptées            | 0                               | 0                               |
| Réussite en zone rouge/chances | 2/3                             | 0/0                             |
| Touchdown                      | - 1 à la passe - 1 à la course  | 0                               |
| Field Goals                    | 0/0                             | 1/2                             |
| Sacks (Nb.-Yards)              | 4 pour 19 yards adverses perdus | 6 pour 36 yards adverses perdus |
| Fumbles (Nb./Perdus)           | 1/0                             | 2/1                             |
| Pénalités (Nb./Yards perdus)   | 7/40                            | 8/57                            |
| Temps de possession            | 33:53                           | 26:07                           |

| Tigers du Missouri    |                    |                                                                                                 |
| Quarterback(s)        | Brady Cook (en)    | 11/18 passes complétées, 128 yards, 0 interception, 1 TD, 6 sacks subis, évaluation QB de 139,2 |
| Coureur(s)            | Cody Schrader (en) | 29 courses, 128 yards, 1 TD                                                                     |
| Coureur(s)            | Cook Brady         | 19 courses, 66 yards, 0 TD                                                                      |
| Coureur(s)            | Luther Burden      | 1 courses, 20 yards, 0 TD                                                                       |
| Receveur(s)           | Marquis Johnson    | 1/1 réceptions pour 50 yards, 0 TD                                                              |
| Receveur(s)           | Theo Wease         | 4/8 réceptions pour 43 yards, 0 TD                                                              |
| Receveur(s)           | Luther Burden      | 3/3 réceptions pour 15 yards, 1 TD                                                              |
| Défenseur(s)          | Jaylon Carlies     | 11 tacles dont 8 en solo, 1 TFL (4 yards), 1 sack (4 yards)                                     |
| Défenseur(s)          | Triston Newson     | 10 tacles dont 8 en solo, 2½ TFL (7 yards), 1 pression sur QBFR                                 |
| Buckeyes d'Ohio State |                    |                                                                                                 |
| Quarterback(s)        | Lincoln Kienholz   | 6/17 passes complétées, 86 yards, 0 interception, 0 TD, 1 sack subi, évaluation QB de 77,8      |
| Quarterback(s)        | Devin Brown        | 4/6 passes complétées, 20 yards, 0 interception, 0 TD, 3 sacks subis, évaluation QB de 94,7     |
| Coureur(s)            | TreVeyon Henderson | 19 courses, 72 yards, 0 TD                                                                      |
| Coureur(s)            | Xavier Johnson     | 5 courses, 35 yards, 0 TD                                                                       |
| Coureur(s)            | Lincoln Kienholz   | 6 courses, 2 yards, 0 TD                                                                        |
| Receveur(s)           | Emeka Egbuka       | 6/8 réceptions pour 63 yards, 0 TD                                                              |
| Receveur(s)           | Xavier Johnson     | 2/3 réceptions pour 31 yards, 0 TD                                                              |
| Receveur(s)           | Gee Scott Jr.      | 1/2 réceptions pour 8 yards, 0 TD                                                               |
| Défenseur(s)          | Cody Simon         | 12 tacles dont 6 en solo                                                                        |
| Défenseur(s)          | Steele Chambers    | 8 tacles dont 5 en solo                                                                         |
| Défenseur(s)          | Davison Igbinosun  | 7 tacles dont 5 en solo                                                                         |